# Kraj tame
Kraj tame je epizoda Dilan Doga objavljena u Srbiji premijerno u svesci #165. u izdanju Veselog četvrtka. Koštala je 270 din (2,3 €; 2,7 $). Imala je 94 strane. Na kioscima se pojavila 1. oktobra 2020.

## Originalna epizoda
Originalna epizoda pod nazivom La fine dell'oscurita objavljena je premijerno u #374. regularne edicije Dilana Doga u Italiji u izdanju Bonelija. Izašla je 29. septembra 2017. Naslovnu stranicu je nacrtao Điđi Kavenađo. Scenario je napisao Đorđio Santuči, a epizodu nacrtao Mauro Uceo (Mauro Uzzeo). Koštala je 3,9 €.

## Inspiracija za naslovnu stranicu
Naslovna stranica je najverovatnije inspirisana Klimtovom slikom Medicina iz marta 1901. godine. Ova slika izazvala je početkom dvadesetog veka izazvalo skandal u Beču zbog pesimistične vizije čovečanstva.

## Kratak sadržaj
Dilan prolazi kroz noćnu moru apokalipse (smaka sveta). Na putu Dilan najpre sreće Aleteju (ἀ–λήθεια; istina, otkriće, bukvalno – stanje neskrivenosti u starogrčkoj filozofiji), a potom i devojku Houp. Do kraja epizode sa njih dvoje Dilan treba da spozna razloga Apokalipse ali i način na koji treba da s njom izbori. Centralna tema s kojom se Dilan bori je istina.

## Značaj i teme epizode
Centralna tema epizode je istina u postmodernističkom društvu koje karakteriše odsustvo jasnih moralnih i svakih drugih orijentira. U putu kroz elemente Apokalipse, Dilan se suočava s društvenim grupama koje imaju svoju verziju istine. Osećaju ugrožene drugima, žele da budu zaštićeni ali tako što će isto to pravo da uskrate drugim grupama. Aleteja, koji prati Dilana na putu kroz Apokalipsu, objašnjava da svako ima svoju istinu te da “istina ima sva lica sveta” i da ljude niko ne može naterati da promene svoje mišljenje. “Oni su ljudi koji veruju u svoju istinu, kao ti i Houp”.

### Istina i savremene tehnologije
Početne scena u kojoj grupa ljudi na livadi bezbrižno posmatra dolazak Apokalipse kroz mobilne telefone ukazuje na na to da svaka informacije mora da prođe kroz medij gde može da dobije nova značenja. Ta nova značenja mogu da iskrive originalan sadržaj događaja i tako stvoren ovu istinu. Scenarista upadljivo pravi kontrast između ljudi koji stvarnost posmatraju kroz mobilne telefone i Dilana koji je kreira pišući sopstveni dnevnik. Na kraju epizode se pokazuje da istina može podjednako da se poremeti kroz sopstvenu kreaciju, kao i kroz filter medija u kojeg je intervenisao drugi.

### Pojedinac kao glavni kreator sopstvenog košmara
Na kraju epizode, Dilan shvata da je on kao pojedinac kreator sopstvenog košmara koje g svakog dana zapisuje u sopstveni dnevnik. Njegov dnevnik je, drugim rečima, medijum kojim Dilan krekira i spoznaje stvarnost. Lični dnevnik je glavna prepreka na Dilanovom putu da spozna istinu. Dilan uspeva da se istrgne od sopstvenog košmara i pokazuje da pojedinac mora i može da se izbori sa sopstvenim košmarom. Na kraju epizode Dilan kida stranice svog dnevnika i glasno izgovara: “Ja u ovo ne verujem i ne želim više da sebi pričam priče. Želim da pogledam stvarnosti u oči, da je vidim onakvom kakva jeste i da se više ne zavaravam!“.  Naposletku, on i Houp izlaze da se provedu u gradu koji “nikad nije bio ovako čaroban”.

## Prethodna i naredna epizoda
Prethodna sveska nosila je naziv Plamen (#164), a naredna Nedokučiva tajna (#166).